# Benvenuti ovvero vietato l'ingresso agli estranei
Benvenuti ovvero vietato l'ingresso agli estranei (Добро пожаловать, или Посторонним вход воспрещён) è un film del 1964, diretto da Ėlem Germanovič Klimov. Il film è stato presentato in retrospettiva al Festival di Cannes 2015.

## Trama
Oltre alle sue consuete malefatte, Kostja Inočkin, un ragazzino dell'organizzazione scoutistica dei giovani pionieri ha osato, ad un campo estivo, andare a nuotare verso la piccola isola del fiume, e non nell'area strettamente delimitata prevista per i bambini della colonia: viene dunque mandato a casa dal direttore, il compagno Dynin, sempre eccessivamente timoroso, come del resto la dottoressa del campo, che qualcosa di male possa accadere ai giovani ospiti.
Ma Kostja, invece di affrontare, al ritorno, l'ira ed il dispiacere della nonna con la quale vive, rientra nel campo e si nasconde in una piccola costruzione di legno. I suoi compagni, una volta scopertolo, lo aiutano in vari modi, gli procurano il cibo e lo accompagnano dovunque debba andare. Ma si preannuncia la giornata dedicata all'incontro con i parenti. Se la nonna di Kostja si presenta al raduno e non trova il nipote, niente di buono può accadere. I compagni di Kostja decidono quindi di inscenare un'epidemia per cancellare il raduno coi parenti: si gettano nelle ortiche e, oltre alle manifestazioni cutanee, fingono ogni sorta di sintomi. Ma la loro compagna Mitrofanova, nipote di un pezzo grosso dell'organizzazione, fa la spia, e il complotto viene smascherato.
Anche i giovani sorveglianti del campo estivo, Valja in primo luogo, ed il personale di servizio solidarizzano con Kostja, ma non si riesce ad evitare il giorno del raduno, quando Dynin si appresta a rendere gli onori allo zio della Mitrofanova, convenuto sul luogo, presentandogli la reginetta della festa, che doveva appunto essere la nipote. Quando al posto della reginetta compare Kostja si verifica lo scompiglio. Il ragazzino e la nonna raggiungono addirittura in volo l'isoletta sul fiume e danno il via libera al nuoto senza freni per tutti i giovani pionieri.